# Liste der Landschaftsschutzgebiete im Landkreis München
Im Landkreis München gibt es 13 Landschaftsschutzgebiete. (Stand: November 2018)

## Liste
- Gebietsname: Amtliche Bezeichnung des Schutzgebietes
- Bild/Commons: Bild und Link zu weiteren Bildern aus dem Schutzgebiet
- LSG-ID: Amtliche Nummer des Schutzgebietes
- WDPA-ID: Link zum Eintrag des Schutzgebietes in der World Database on Protected Areas
- Wikidata: Link zum Wikidata-Eintrag des Schutzgebietes
- Ausweisung: Datum der Ausweisung als Schutzgebiet
- Gemeinde(n): Gemeinden, auf denen sich das Schutzgebiet befindet
- Lage: Geografischer Standort
- Fläche: Gesamtfläche des Schutzgebietes in Hektar
- Flächenanteil: Anteilige Flächen des Schutzgebietes in Landkreisen/Gemeinden, Angabe in % der Gesamtfläche
- Bemerkung: Besonderheiten und Anmerkungen

Bis auf die Spalte Lage sind alle Spalten sortierbar.
| Gebietsname | Bild/Commons   | LSG-ID       | WDPA-ID   | Wikidata  | Ausweisung | Gemeinde(n) | Lage     | Fläche ha | Flächenanteil | Bemerkung                                     |
| --- | -------------- | ------------ | --------- | --------- | ---------- | ----------- | -------- | --------- | --- | --------------------------------------------- |
| Hachinger Tal im Gebiet der Gemeinden Oberhaching und Taufkirchen | weitere Bilder | LSG-00600.01 | 555589346 | Q59643756 | 2014       | Oberhaching | Position | 192,75    | Landkreis München (100 %) |                                               |
| LSG Bahnhofswald im Gebiet der Gemeinden Neubiberg und Ottobrunn | weitere Bilder | LSG-00280.01 | 395755    | Q59643732 | 1976       |             | Position | 23,9      | Landkreis München (100 %) |                                               |
| LSG Dachauer Moos im Gebiet der Gemeinden Ober- und Unterschleißheim | weitere Bilder | LSG-00328.01 | 395818    | Q59643508 | 1981       |             | Position | 692,62    | Landkreis München (100 %) |                                               |
| LSG Deisenhofener Forst | weitere Bilder | LSG-00113.01 | 395541    | Q59643748 | 1963       |             | Position | 2173,91   | Landkreis München (100 %) |                                               |
| LSG Forstenrieder Park einschließlich Forst Kasten und Fürstenrieder Wald                                                                                                 | weitere Bilder | LSG-00114.01 | 395542    | Q59643582 | 1963       |             | Position | 4911,03   | Landkreis München (100 %) | Forstenrieder Park, Forst Kasten              |
| LSG Grünzug nördlich Aschheim im Gebiet der Gemeinden Aschheim und Kirchheim bei München                                                                                  |                | LSG-00343.01 | 395851    | Q59643436 | 1983       |             | Position | 88,26     | Landkreis München (100 %) |                                               |
| LSG Hofoldinger und Höhenkirchner Forst | weitere Bilder | LSG-00198.01 | 395679    | Q59643575 | 1971       |             | Position | 4975,92   | Landkreis München (100 %) | Hofoldinger Forst                             |
| LSG Münchner Norden im Bereich der Gemeinden Garching bei München, Ober- und Unterschleißheim                                                                             | weitere Bilder | LSG-00436.01 | 395944    | Q59643728 | 1989       |             | Position | 2381,15   | Landkreis München (100 %) |                                               |
| LSG Ortsrand Neuried | weitere Bilder | LSG-00597.01 | 555552625 | Q59643734 | 2012       | Neuried     | Position | 23,64     | Landkreis München (100 %) |                                               |
| LSG Perlacher und Grünwalder Forst einschließlich des Gleißentalesl | weitere Bilder | LSG-00534.01 | 396067    | Q59643649 | 2000       |             | Position | 3447,65   | Landkreis München (100 %) | Perlacher Forst, Grünwalder Forst, Gleißental |
| LSG Planegger Holz | weitere Bilder | LSG-00123.01 | 395585    | Q59643632 | 1965       |             | Position | 364,04    | Landkreis München (100 %) |                                               |
| LSG Südliches Gleißental im Gebiet der Gemeinden Dingharting und Oberbiberg                                                                                               | weitere Bilder | LSG-00286.01 | 395764    | Q59643702 | 1977       |             | Position | 265,95    | Landkreis München (100 %) | Gleißental, Deininger Weiher                  |
| Verordnung des Bezirks Oberbayern über den Schutz von Landschaftsteilen entlang der Isar in den Landkreisen Bad-Tölz-Wolfratshausen, München, Freising und Erding als LSG | weitere Bilder | LSG-00384.01 | 395892    | Q59643434 | 1986       |             | Position | 8931,65   | Landkreis Bad Tölz-Wolfratshausen (7,2 %), Landkreis Erding (4,0 %), Landkreis Freising (52,8 %), Landkreis München (36,0 %) |                                               |